# USS Sterett (DDG-104)
USS Sterett (DDG-104) — 53-й эскадренный миноносец из серии запланированных к 13 сентября 2002 г. 62 эсминцев УРО типа «Арли Бёрк», строительство которых было одобрено Конгрессом США.

## История строительства
Корабль заложен 17 ноября 2005 года, спущен на воду — 20 мая 2007 года. В состав ВМС США вступил 9 августа 2008 года.